# 10 Pułk Piechoty (LWP)
10 pułk piechoty (10 pp) – oddział piechoty ludowego Wojska Polskiego.

## Formowanie
Pułk sformowany został we wsi Stecówka koło Sum na podstawie rozkazu nr 01 dowódcy 1 Armii Polskiej w ZSRR z 1 kwietnia 1944, w oparciu o sowiecki etat pułku strzeleckiego nr 04/501.
Wchodził w skład 4 Pomorskiej Dywizji Piechoty im. Jana Kilińskiego z 1 Armii WP.
Uchwałą Rządu Tymczasowego 26 maja 1945 skład osobowy i sprzęt pułku posłużył jako zalążek do sformowania oddziałów Korpusu Bezpieczeństwa Wewnętrznego. W czerwcu na jego bazie sformowano 1 zmotoryzowany pułk KBW w Warszawie(przedyslokowany do Góry Kalwarii) oraz 8 samodzielny batalion ochrony w Chorzowie.

### Struktura organizacyjna (1944)
- dowództwo i sztab
- 3 bataliony piechoty
- kompanie: dwie fizylierów, przeciwpancerna, rusznic ppanc, łączności, sanitarna, transportowa
- baterie: armat 45 mm, dział 76 mm, moździerzy 120 mm
- plutony: zwiadu konnego, zwiadu pieszego, saperów, obrony pchem, żandarmerii

Razem:
żołnierzy 2915 (w tym oficerów – 276, podoficerów 872, szeregowców – 1765).
Sprzęt:
162 rkm, 54 ckm, 66 rusznic ppanc, 12 armat ppanc 45mm, 4 armaty 76mm, 18 moździerzy 50 mm, 27 moździerzy 82 mm, 8 moździerzy 120 mm

## Marsze i działania bojowe
Najcięższe walki toczył nad Wisłą w rejonie Warszawy, na Wale Pomorskim pod Ptuszą, Jastrowiem, Dobrzycą i Kolnem. Przełamując pozycję ryglową Wału Pomorskiego walczył pod Żabinkiem, a następnie uczestniczył w likwidacji 10 Korpusu SS pod Drawskiem. W 1945 w Olchowie żołnierze 10 pp wzięli do niewoli gen. Günthera von Krappe wraz z jego sztabem.  Pułk uczestniczył w walkach o Kołobrzeg. Walczył nad kanałem Hohenzollernów, a następnie nad Łabą.
|  |  |  |  |  |

|  |  |  |

## Sztandar pułku

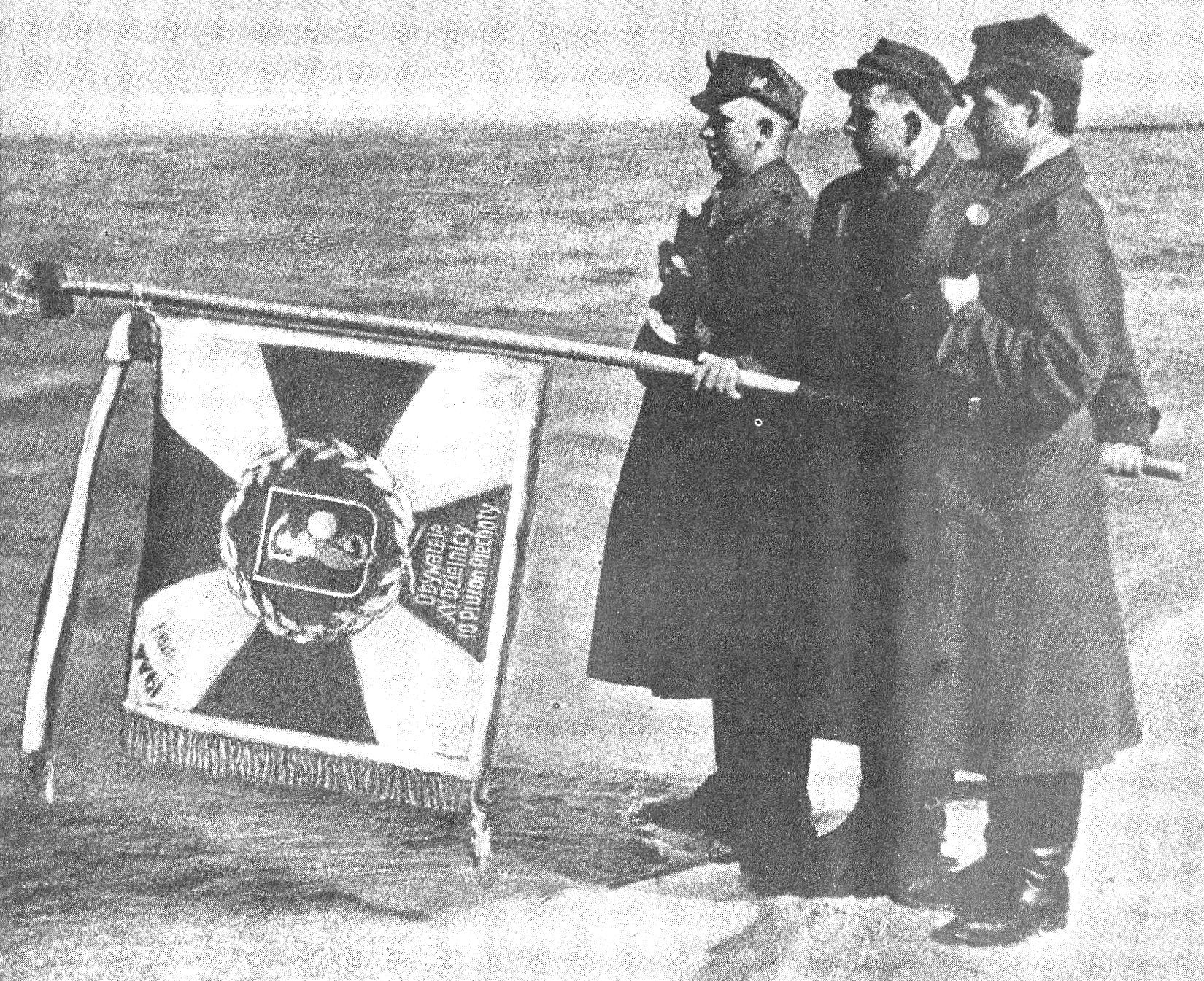
Żołnierze 10 pułku piechoty ze sztandarem podczas uroczystości zaślubin Polski z morzem w Kołobrzegu, 18 marca 1945

Sztandar ufundowany przez mieszkańców dzielnicy Warszawa–Praga i wręczony pułkowi 26 grudnia 1944 w bazylice Najświętszego Serca Jezusowego na Pradze.
W skład komitetu fundacyjnego sztandaru wchodzili: Marian Ożdżeński, Ignacy Kaczmarski, Julia Skarbińska, Włodzimierz Raszczyński, Eugeniusz Kośnic, Zygmunt Chmielewski, Stanisław Słupski i por. Antoni Rychlicki. Wręczenia sztandaru dokonał przewodniczący komitetu fundacyjnego, Marian Ożdżeński, na ręce ówczesnego dowódcy 1 armii WP, gen. Władysława Korczyca, który przekazał go dowódcy 4 DP, gen. Bolesławowi Kieniewiczowi. Z rąk dowódcy 4 DP przyjął sztandar dowódca 10 pp, Wincenty Potapowicz. Po wyzwoleniu Kołobrzegu delegacja pułku ze sztandarem 18 marca 1945 wzięła udział w akcie zaślubin z morzem.
Opis sztandaru
Płat o wymiarach 81 x 81 cm, obszyty z trzech stron złotą frędzlą, przymocowany do drzewca za pomocą stalowego pręta i dziewięciu kółek. Drzewce z jasnego politurowanego drewna składane z dwóch części skręcanych za pomocą okuć mosiężnych. Na drzewcu wbity gwóźdź pamiątkowy z napisem: „W ROCZNICĘ 10 PUŁK. LUDNOŚĆ XV OKRĘGU 25.XII.1944 R. – 25.XII.1945 R.”. Głowica w kształcie orła wspartego na cokole skrzynkowym z napisem: „10 P.P.”.
Do drzewca przymocowana biało-czerwona wstęga i wstęga Orderu Virtuti Militari.
Strona główna
Czerwony krzyż kawalerski, pola między ramionami krzyża białe. Pośrodku haftowany srebrną nicią orzeł w otoku wieńca laurowego. Wieniec haftowany złotą nicią. Na ramionach krzyża złote napisy: „HONOR I OJCZYZNA”; „ZA NASZĄ WOLNOŚĆ I WASZĄ”. Na białych polach haftowane złotą nicią cyfry „10”, w otoku wieńców laurowych.
Strona odwrotna
Rysunek jak na stronie głównej. Pośrodku haftowany kolorowo herb Warszawy, w otoku wieńca. Na dolnym ramieniu krzyża napis złoty: „OBYWATELE XV DZIELNICY 10 PUŁKOWI PIECHOTY”. Na dwu górnych białych polach daty i napisy złote: „1944 SUMY”; „1944 Warszawa–PRAGA”. Białe pola ozdobione są gałązkami lauru.

## Upamiętnienie

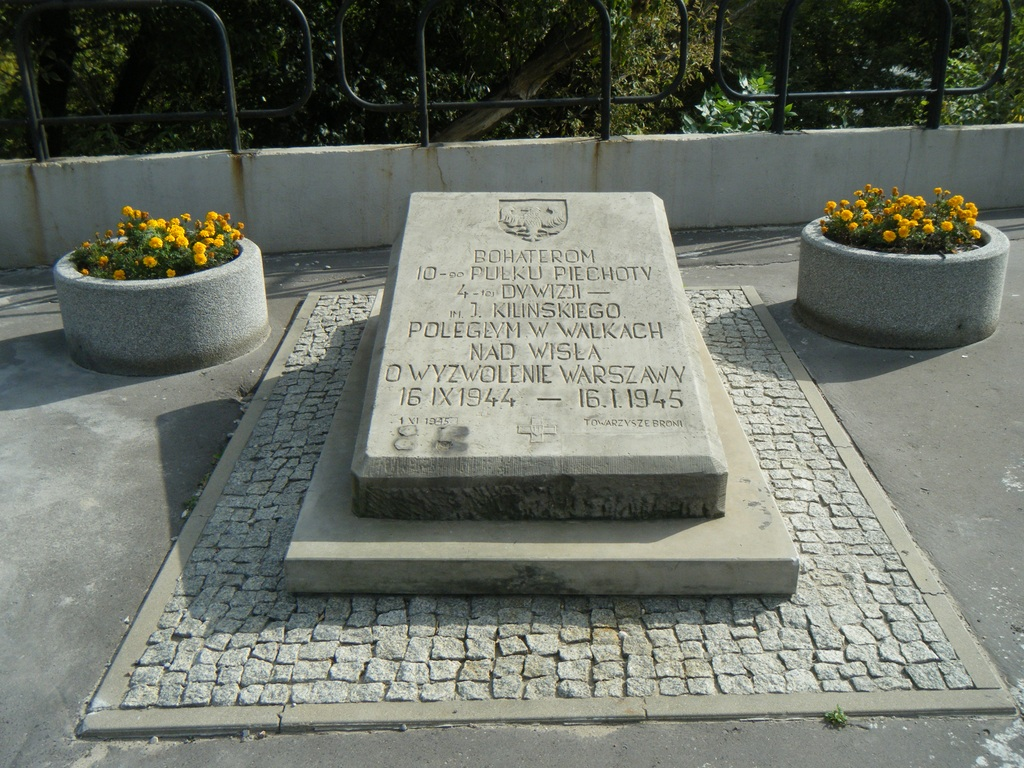
Płyta pamiątkowa w al. Księcia Józefa Poniatowskiego w Warszawie

- W al. Księcia Józefa Poniatowskiego w Warszawie, przy wjeździe na most Poniatowskiego, znajduje się płyta z piaskowca upamiętniająca żołnierzy 10 pułku piechoty poległych w walkach o wyzwolenie Warszawy we wrześniu 1944[10].

## Pułk w okresie pokoju
W sierpniu 1945 w rejonie Poznania i Biedruska odtworzono 4 Dywizję Piechoty (w tym 10 pp) formując ją według etatów pokojowych na bazie 3 i 5 zapasowego pułku piechoty.
Od jesieni 1945 10 pułk piechoty stacjonował w Ostrowie Wielkopolskim przy ul. Kościuszki. Początkowo był zorganizowany według etatu pokojowego nr 2/2 o stanie osobowym 1604 żołnierzy, a od lutego 1946 według etatu nr 2/41 o stanie 970 żołnierzy, który w listopadzie 1946 zastąpiono etatem nr 2/71 o stanie 907 żołnierzy. We wrześniu 1948 nastąpiła kolejna reorganizacja pułku na etat nr 2/77. W tym czasie stan osobowy pułku wynosił 867 żołnierzy. Pułk rozwiązano w marcu 1949 w ramach reorganizacji dywizji piechoty Śląskiego Okręgu Wojskowego.
W 1957 jego bojowe tradycje przejął nowo sformowany 10 Drawski pułk czołgów z Opola.

### Struktura organizacyjna (VIII 1945)
- dowództwo i sztab
- 3 bataliony piechoty
- kompanie: rusznic ppanc, łączności, gospodarcza
- baterie: ppanc 45 mm, ppanc 76 mm, moździerzy 120 mm
- plutony: rozpoznawczy, saperów

Razem żołnierzy - 1604

## Żołnierze pułku
Dowódcy pułku
- ppłk Wincenty Potapowicz (15 kwietnia 1944 do końca wojny)

Odznaczeni Krzyżem Srebrnym Orderu Virtuti Militari
1. ppor. Emilia Gierczak
2. por. Jan Pełechaty
3. ppor. Ananiusz Szyłowiec
4. plut. Paweł Usik
5. mjr Alfred Wnukowski